# Discografia degli EXO
La discografia degli EXO consiste in otto album in studio (sette in lingua coreana, di cui quattro anche in cinese mandarino, uno in lingua giapponese), cinque riedizioni, quattro album dal vivo, sette EP e ventotto singoli.

## Album

### Album in studio

#### 2013-2017
| Titolo           | Dettagli                                                                                               | Posizione massima | Posizione massima | Posizione massima | Certificazioni   |
| Titolo           | Dettagli                                                                                               | KOR               | JPN               | US World          | Certificazioni   |
| Coreani e cinesi | Coreani e cinesi                                                                                       | Coreani e cinesi  | Coreani e cinesi  | Coreani e cinesi  | Coreani e cinesi |
| ---------------- | --- | ----------------- | ----------------- | ----------------- | ---------------- |
| XOXO             | - Data di pubblicazione: 3 giugno 2013 - Etichetta: SM Entertainment - Formati: CD, Download digitale  | 1                 | 9                 | 1                 |                  |
| Exodus           | - Data di pubblicazione: 30 marzo 2015 - Etichetta: SM Entertainment - Formati: CD, Download digitale  | 1                 | 4                 | 1                 |                  |
| Ex'Act           | - Data di pubblicazione: 9 giugno 2016 - Etichetta: SM Entertainment - Formati: CD, Download digitale  | 1                 | 5                 | 2                 |                  |
| The War          | - Data di pubblicazione: 19 luglio 2017 - Etichetta: SM Entertainment - Formati: CD, Download digitale | 1                 | 7                 | 1                 |                  |

#### 2018-2021
| Titolo                                                                                                 | Dettagli | Posizione massima | Posizione massima | Posizione massima | Certificazioni      |
| Titolo                                                                                                 | Dettagli | KOR               | JPN               | US World          | Certificazioni      |
| Coreani                                                                                                | Coreani | Coreani           | Coreani           | Coreani           | Coreani             |
| --- | --- | ----------------- | ----------------- | ----------------- | ------------------- |
| Don't Mess Up My Tempo                                                                                 | - Data di pubblicazione: 2 novembre 2018 - Etichetta: SM Entertainment - Formati: CD, Download digitale     | 1                 | 3                 | 1                 | - KMCA: Milione     |
| Obsession                                                                                              | - Data di pubblicazione: 27 novembre 2019 - Etichetta: SM Entertainment - Formati: CD, Download digitale    | 1                 | 16                | 1                 | - KMCA: Platino (3) |
| Exist                                                                                                  | - Data di pubblicazione: 10 luglio 2023 - Etichetta: SM Entertainment - Formati: CD, SMC, Download digitale | 1                 | 33                | —                 | - KMCA: Milione     |
| Giapponesi                                                                                             | |                   |                   |                   |                     |
| Countdown                                                                                              | - Data di pubblicazione: 31 gennaio 2018 - Etichetta: Avex Trax - Formati: CD, Download digitale            | —                 | 1                 | 4                 | - RIAJ: Oro         |
| "—" indica che il disco non è entrato in quella classifica o non è stato pubblicato in quel territorio | |                   |                   |                   |                     |

### Album riediti
| Titolo                                                                                                 | Dettagli                                                                                                 | Posizione massima | Posizione massima | Certificazioni      |
| Titolo                                                                                                 | Dettagli                                                                                                 | KOR               | US World          | Certificazioni      |
| Coreani e cinesi                                                                                       | Coreani e cinesi                                                                                         | Coreani e cinesi  | Coreani e cinesi  | Coreani e cinesi    |
| --- | --- | ----------------- | ----------------- | ------------------- |
| XOXO (Repackage)                                                                                       | - Data di pubblicazione: 5 agosto 2013 - Etichetta: SM Entertainment - Formati: CD, Download digitale    | 1                 | —                 |                     |
| Love Me Right                                                                                          | - Data di pubblicazione: 3 giugno 2015 - Etichetta: SM Entertainment - Formati: CD, Download digitale    | 1                 | 2                 |                     |
| Lotto                                                                                                  | - Data di pubblicazione: 18 agosto 2016 - Etichetta: SM Entertainment - Formati: CD, Download digitale   | 1                 | 10                |                     |
| The War: The Power of Music                                                                            | - Data di pubblicazione: 5 settembre 2017 - Etichetta: SM Entertainment - Formati: CD, Download digitale | 1                 | —                 |                     |
| Coreani                                                                                                | |                   |                   |                     |
| Love Shot                                                                                              | - Data di pubblicazione: 13 dicembre 2018 - Etichetta: SM Entertainment - Formati: CD, Download digitale | 1                 | 8                 | - KMCA: Platino (2) |
| "—" indica che il disco non è entrato in quella classifica o non è stato pubblicato in quel territorio | |                   |                   |                     |

## Extended play
| Titolo                  | Dettagli                                                                                                 | Posizione massima | Posizione massima | Posizione massima | Certificazioni   |
| Titolo                  | Dettagli                                                                                                 | KOR               | JPN               | US World          | Certificazioni   |
| Coreani e cinesi        | Coreani e cinesi                                                                                         | Coreani e cinesi  | Coreani e cinesi  | Coreani e cinesi  | Coreani e cinesi |
| ----------------------- | --- | ----------------- | ----------------- | ----------------- | ---------------- |
| Mama                    | - Data di pubblicazione: 9 aprile 2012 - Etichetta: SM Entertainment - Formati: CD, Download digitale    | 1                 | 33                | 8                 |                  |
| Miracles in December    | - Data di pubblicazione: 9 dicembre 2013 - Etichetta: SM Entertainment - Formati: CD, Download digitale  | 1                 | 7                 | 1                 |                  |
| Overdose                | - Data di pubblicazione: 7 maggio 2014 - Etichetta: SM Entertainment - Formati: CD, Download digitale    | 1                 | 3                 | 2                 |                  |
| Sing for You            | - Data di pubblicazione: 10 dicembre 2015 - Etichetta: SM Entertainment - Formati: CD, Download digitale | 1                 | 6                 | 6                 |                  |
| Coreani                 | |                   |                   |                   |                  |
| For Life                | - Data di pubblicazione: 19 dicembre 2016 - Etichetta: SM Entertainment - Formati: CD, Download digitale | 1                 | 7                 | 9                 |                  |
| Universe                | - Data di pubblicazione: 26 dicembre 2017 - Etichetta: SM Entertainment - Formati: CD, Download digitale | 1                 | 8                 | 2                 |                  |
| Don't Fight the Feeling | - Data di pubblicazione: 7 giugno 2021 - Etichetta: SM Entertainment - Formati: CD, Download digitale    | 1                 | 3                 | 8                 | - KMCA: Milione  |

## Album dal vivo
| Titolo                                                                                                 | Dettagli                                                                                                 | Posizione massima | Posizione massima |
| Titolo                                                                                                 | Dettagli                                                                                                 | KOR               | JPN               |
| --- | --- | ----------------- | ----------------- |
| Exology Chapter 1: The Lost Planet                                                                     | - Data di pubblicazione: 22 dicembre 2014 - Etichetta: SM Entertainment - Formati: CD, Download digitale | 1                 | 22                |
| Exo Planet No. 3 - The Exo'rDIUM [dot]                                                                 | - Data di pubblicazione: 25 ottobre 2017 - Etichetta: SM Entertainment - Formati: CD, Download digitale  | —                 | —                 |
| Exo Planet #4 – The EℓyXiOn [dot]                                                                      | - Data di pubblicazione: 30 gennaio 2019 - Etichetta: SM Entertainment - Formati: CD, Download digitale  | —                 | 90                |
| Exo Planet #5 – EXplOration                                                                            | - Data di pubblicazione: 21 aprile 2020 - Etichetta: SM Entertainment - Formati: CD, Download digitale   | —                 | —                 |
| "—" indica che il disco non è entrato in quella classifica o non è stato pubblicato in quel territorio | |                   |                   |

## Singoli

### In lingua coreana
| Anno                                                                                                   | Titolo                             | Posizione massima | Posizione massima | Posizione massima | Posizione massima | Posizione massima | Posizione massima | Posizione massima | Album                              |
| Anno                                                                                                   | Titolo                             | KOR               | CAN               | JPN Hot           | MLY               | SGP               | VIE               | WW                | Album                              |
| --- | ---------------------------------- | ----------------- | ----------------- | ----------------- | ----------------- | ----------------- | ----------------- | ----------------- | ---------------------------------- |
| 2012                                                                                                   | What Is Love                       | 110               | —                 | —                 | —                 | —                 | —                 | —                 | Mama                               |
| 2012                                                                                                   | History                            | 86                | —                 | —                 | —                 | —                 | —                 | —                 | Mama                               |
| 2012                                                                                                   | Mama                               | 46                | —                 | —                 | —                 | —                 | —                 | —                 | Mama                               |
| 2013                                                                                                   | Wolf (늑대와 미녀)                 | 10                | —                 | —                 | —                 | —                 | —                 | —                 | XOXO                               |
| 2013                                                                                                   | Growl (으르렁)                     | 2                 | —                 | —                 | —                 | —                 | —                 | —                 | XOXO (Repackage)                   |
| 2013                                                                                                   | Miracles in December (12월의 기적) | 2                 | —                 | —                 | —                 | —                 | —                 | —                 | Miracles in December               |
| 2014                                                                                                   | Overdose (중독)                    | 2                 | —                 | —                 | —                 | —                 | —                 | —                 | Overdose                           |
| 2014                                                                                                   | December, 2014 (The Winter's Tale) | 1                 | —                 | —                 | —                 | —                 | —                 | —                 | Exology Chapter 1: The Lost Planet |
| 2015                                                                                                   | Call Me Baby                       | 2                 | 98                | —                 | —                 | —                 | —                 | —                 | Exodus                             |
| 2015                                                                                                   | Love Me Right                      | 1                 | —                 | 33                | —                 | —                 | —                 | —                 | Love Me Right                      |
| 2015                                                                                                   | Lightsaber                         | 9                 | —                 | 28                | —                 | —                 | —                 | —                 | Sing for You                       |
| 2015                                                                                                   | Sing for You                       | 3                 | —                 | —                 | —                 | —                 | —                 | —                 | Sing for You                       |
| 2015                                                                                                   | Unfair (불공평해)                  | 10                | —                 | —                 | —                 | —                 | —                 | —                 | Sing for You                       |
| 2016                                                                                                   | Lucky One                          | 5                 | —                 | —                 | —                 | —                 | —                 | —                 | Ex'Act                             |
| 2016                                                                                                   | Monster                            | 1                 | —                 | 9                 | —                 | —                 | —                 | —                 | Ex'Act                             |
| 2016                                                                                                   | Lotto                              | 2                 | —                 | —                 | —                 | —                 | —                 | —                 | Lotto                              |
| 2016                                                                                                   | Dancing King (con Yoo Jae-suk)     | 2                 | —                 | —                 | —                 | —                 | —                 | —                 | SM Station Season 1                |
| 2016                                                                                                   | For Life                           | 7                 | —                 | —                 | —                 | —                 | —                 | —                 | For Life                           |
| 2017                                                                                                   | Ko Ko Bop                          | 1                 | —                 | 39                | —                 | —                 | —                 | —                 | The War                            |
| 2017                                                                                                   | Power                              | 2                 | —                 | 27                | —                 | —                 | —                 | —                 | The War: The Power of Music        |
| 2017                                                                                                   | Universe                           | 2                 | —                 | —                 | —                 | —                 | —                 | —                 | Universe                           |
| 2018                                                                                                   | Tempo                              | 4                 | —                 | 26                | 2                 | 11                | —                 | —                 | Don't Mess Up My Tempo             |
| 2018                                                                                                   | Love Shot                          | 9                 | —                 | 59                | 7                 | 18                | —                 | —                 | Love Shot                          |
| 2019                                                                                                   | Obsession                          | 13                | —                 | 33                | —                 | —                 | —                 | —                 | Obsession                          |
| 2021                                                                                                   | Don't Fight the Feeling            | 15                | —                 | 77                | —                 | —                 | —                 | 64                | Don't Fight the Feeling            |
| 2023                                                                                                   | Let Me In                          | 106               | —                 | —                 | —                 | —                 | —                 | —                 | Exist                              |
| 2023                                                                                                   | Hear Me Out                        | 124               | —                 | —                 | —                 | —                 | 88                | —                 | Exist                              |
| 2023                                                                                                   | Cream Soda                         | 13                | —                 | —                 | —                 | —                 | 41                | 86                | Exist                              |
| "—" indica che il disco non è entrato in quella classifica o non è stato pubblicato in quel territorio |                                    |                   |                   |                   |                   |                   |                   |                   |                                    |

### In lingua giapponese
| Anno                                                                                                   | Titolo                            | Posizione massima | Posizione massima | Posizione massima | Certificazioni  | Album     |
| Anno                                                                                                   | Titolo                            | JPN               | JPN Hot           | US World          | Certificazioni  | Album     |
| --- | --------------------------------- | ----------------- | ----------------- | ----------------- | --------------- | --------- |
| 2015                                                                                                   | Love Me Right ~romantic universe~ | 1                 | 1                 | —                 | - RIAJ: Platino | Countdown |
| 2016                                                                                                   | Coming Over                       | 2                 | 3                 | —                 | - RIAJ: Platino | Countdown |
| 2018                                                                                                   | Electric Kiss                     | —                 | 23                | 9                 |                 | Countdown |
| 2019                                                                                                   | Bird                              | —                 | 42                | –                 |                 | /         |
| "—" indica che il disco non è entrato in quella classifica o non è stato pubblicato in quel territorio |                                   |                   |                   |                   |                 |           |

## Altre canzoni in classifica

### In lingua coreana / cinese
| Anno                                                                                                   | Titolo                                             | Posizione massima | Posizione massima | Album                              |
| Anno                                                                                                   | Titolo                                             | KOR               | US World          | Album                              |
| --- | -------------------------------------------------- | ----------------- | ----------------- | ---------------------------------- |
| 2012                                                                                                   | Angel (너의 세상으로)                              | —                 | 15                | Mama                               |
| 2012                                                                                                   | Two Moons (두 개의 달이 뜨는 밤)                   | —                 | 14                | Mama                               |
| 2013                                                                                                   | Baby, Don't Cry (인어의 눈물)                      | 31                | 6                 | XOXO                               |
| 2013                                                                                                   | Black Pearl                                        | 81                | 8                 | XOXO                               |
| 2013                                                                                                   | Don't Go (나비소녀)                                | 54                | 13                | XOXO                               |
| 2013                                                                                                   | Let Out the Beast                                  | 97                | 10                | XOXO                               |
| 2013                                                                                                   | 3.6.5                                              | 69                | 24                | XOXO                               |
| 2013                                                                                                   | Heart Attack                                       | 93                | 11                | XOXO                               |
| 2013                                                                                                   | Peter Pan (피터팬)                                 | 78                | 16                | XOXO                               |
| 2013                                                                                                   | Baby                                               | 100               | 20                | XOXO                               |
| 2013                                                                                                   | My Lady                                            | 64                | —                 | XOXO                               |
| 2013                                                                                                   | Wolf (늑대와 미녀) (EXO-K version)                 | 135               | —                 | XOXO                               |
| 2013                                                                                                   | XOXO (Kisses & Hugs)                               | 15                | 6                 | Growl                              |
| 2013                                                                                                   | Lucky                                              | 17                | 7                 | Growl                              |
| 2013                                                                                                   | Growl (으르렁) (EXO-K version)                     | 64                | —                 | Growl                              |
| 2013                                                                                                   | Growl (咆哮) (EXO-M version)                       | 82                | —                 | Growl                              |
| 2013                                                                                                   | Christmas Day                                      | 5                 | 10                | Miracles in December               |
| 2013                                                                                                   | The Star                                           | 11                | 9                 | Miracles in December               |
| 2013                                                                                                   | My Turn to Cry                                     | 9                 | 7                 | Miracles in December               |
| 2013                                                                                                   | The First Snow (첫 눈)                             | 1                 | —                 | Miracles in December               |
| 2013                                                                                                   | Miracles in December (Classical Orchestra version) | 40                | —                 | Miracles in December               |
| 2013                                                                                                   | The First Snow (初雪)                              | 61                | —                 | Miracles in December               |
| 2013                                                                                                   | Christmas Day (圣诞节)                             | 64                | —                 | Miracles in December               |
| 2013                                                                                                   | The Star (星)                                      | 65                | —                 | Miracles in December               |
| 2013                                                                                                   | My Turn to Cry (爱离开)                            | 67                | —                 | Miracles in December               |
| 2014                                                                                                   | Moonlight (월광)                                   | 5                 | 16                | Overdose                           |
| 2014                                                                                                   | Thunder (EXO-K ver.)                               | 4                 | 5                 | Overdose                           |
| 2014                                                                                                   | Run (EXO-K ver.)                                   | 7                 | 23                | Overdose                           |
| 2014                                                                                                   | Love, Love, Love (EXO-K version)                   | 8                 | 19                | Overdose                           |
| 2014                                                                                                   | Overdose (上瘾)                                    | 20                | —                 | Overdose                           |
| 2014                                                                                                   | Thunder (雷电)                                     | 26                | —                 | Overdose                           |
| 2014                                                                                                   | Moonlight (月光)                                   | 28                | —                 | Overdose                           |
| 2014                                                                                                   | Run (奔跑)                                         | 29                | —                 | Overdose                           |
| 2014                                                                                                   | Love, Love, Love (梦中梦)                          | 30                | —                 | Overdose                           |
| 2014                                                                                                   | Tell Me What Is Love (D.O. solo)                   | 44                | 2                 | Exology Chapter 1: The Lost Planet |
| 2014                                                                                                   | Love, Love, Love (Acoustic version)                | 67                | —                 | Exology Chapter 1: The Lost Planet |
| 2014                                                                                                   | Beautiful (Suho solo)                              | 75                | —                 | Exology Chapter 1: The Lost Planet |
| 2015                                                                                                   | Transformer                                        | 19                | 11                | Exodus                             |
| 2015                                                                                                   | What If... (시선 둘, 시선 하나)                    | 18                | 24                | Exodus                             |
| 2015                                                                                                   | My Answer                                          | 14                | —                 | Exodus                             |
| 2015                                                                                                   | Exodus                                             | 11                | 8                 | Exodus                             |
| 2015                                                                                                   | El Dorado                                          | 13                | 7                 | Exodus                             |
| 2015                                                                                                   | Playboy                                            | 9                 | 18                | Exodus                             |
| 2015                                                                                                   | Hurt                                               | 23                | 14                | Exodus                             |
| 2015                                                                                                   | Lady Luck (유성우 (流星雨))                        | 26                | —                 | Exodus                             |
| 2015                                                                                                   | Beautiful                                          | 22                | 19                | Exodus                             |
| 2015                                                                                                   | Call Me Baby (叫我)                                | 36                | —                 | Exodus                             |
| 2015                                                                                                   | Exodus (逃脱)                                      | 80                | —                 | Exodus                             |
| 2015                                                                                                   | El Dorado (黄金国)                                 | 77                | —                 | Exodus                             |
| 2015                                                                                                   | My Answer (我的答案)                               | 84                | —                 | Exodus                             |
| 2015                                                                                                   | Playboy (坏男孩)                                   | 83                | —                 | Exodus                             |
| 2015                                                                                                   | Transformer (变形女)                               | 87                | —                 | Exodus                             |
| 2015                                                                                                   | Beautiful (美)                                     | 92                | —                 | Exodus                             |
| 2015                                                                                                   | What If... (两个视线, 一个视线)                    | 90                | —                 | Exodus                             |
| 2015                                                                                                   | Hurt (伤害)                                        | 91                | —                 | Exodus                             |
| 2015                                                                                                   | Lady Luck (流星雨)                                 | 97                | —                 | Exodus                             |
| 2015                                                                                                   | Tender Love                                        | 4                 | 6                 | Love Me Right                      |
| 2015                                                                                                   | First Love                                         | 15                | 7                 | Love Me Right                      |
| 2015                                                                                                   | Promise (Exo 2014) (약속 (EXO 2014))               | 12                | 5                 | Love Me Right                      |
| 2015                                                                                                   | Love Me Right (漫遊宇宙)                           | 48                | —                 | Love Me Right                      |
| 2015                                                                                                   | Tender Love (就是爱)                               | 97                | —                 | Love Me Right                      |
| 2015                                                                                                   | Girl x Friend                                      | 16                | 9                 | Sing For You                       |
| 2015                                                                                                   | On the Snow (발자국)                               | 18                | 23                | Sing For You                       |
| 2016                                                                                                   | Artificial Love                                    | 19                | 5                 | Ex'Act                             |
| 2016                                                                                                   | Cloud 9                                            | 23                | 9                 | Ex'Act                             |
| 2016                                                                                                   | Heaven                                             | 16                | 6                 | Ex'Act                             |
| 2016                                                                                                   | White Noise (백색소음)                             | 24                | 11                | Ex'Act                             |
| 2016                                                                                                   | One and Only (유리어항)                            | 25                | 12                | Ex'Act                             |
| 2016                                                                                                   | They Never Know                                    | 28                | 8                 | Ex'Act                             |
| 2016                                                                                                   | Stronger                                           | 22                | 13                | Ex'Act                             |
| 2016                                                                                                   | Lucky One (Instrumental)                           | 72                | —                 | Ex'Act                             |
| 2016                                                                                                   | Monster (Instrumental)                             | 77                | —                 | Ex'Act                             |
| 2016                                                                                                   | She's Dreaming (꿈)                                | 11                | 5                 | Lotto                              |
| 2016                                                                                                   | Can't Bring Me Down                                | 15                | 3                 | Lotto                              |
| 2016                                                                                                   | Monster (LDN Noise Creeper Bass Remix)             | 52                | —                 | Lotto                              |
| 2016                                                                                                   | Falling for You                                    | 15                | 14                | For Life                           |
| 2016                                                                                                   | What I Want for Christmas                          | 18                | 19                | For Life                           |
| 2016                                                                                                   | Twenty Four                                        | 26                | 12                | For Life                           |
| 2016                                                                                                   | Winter Heat                                        | 24                | 20                | For Life                           |
| 2017                                                                                                   | The Eve (전야 (前夜))                              | 9                 | 5                 | The War                            |
| 2017                                                                                                   | What U Do?                                         | 13                | —                 | The War                            |
| 2017                                                                                                   | Walk on Memories (기억을 걷는 밤)                  | 15                | —                 | The War                            |
| 2017                                                                                                   | Forever                                            | 16                | 24                | The War                            |
| 2017                                                                                                   | Touch It (너의 손짓)                               | 17                | —                 | The War                            |
| 2017                                                                                                   | Diamond (다이아몬드)                               | 20                | —                 | The War                            |
| 2017                                                                                                   | Going Crazy (내가 미쳐)                            | 23                | —                 | The War                            |
| 2017                                                                                                   | Chill (소름)                                       | 24                | —                 | The War                            |
| 2017                                                                                                   | Ko Ko Bop (叩叩趴)                                 | —                 | —                 | The War                            |
| 2017                                                                                                   | Sweet Lies                                         | 22                | 5                 | The War: The Power of Music        |
| 2017                                                                                                   | Boomerang (부메랑)                                 | 28                | 11                | The War: The Power of Music        |
| 2017                                                                                                   | Been Through (지나갈 테니)                         | 19                | —                 | Universe                           |
| 2017                                                                                                   | Stay                                               | 24                | —                 | Universe                           |
| 2017                                                                                                   | Fall                                               | 30                | —                 | Universe                           |
| 2017                                                                                                   | Good Night                                         | 31                | —                 | Universe                           |
| 2017                                                                                                   | Lights Out                                         | 36                | —                 | Universe                           |
| 2017                                                                                                   | Universe (CD version)                              | —                 | —                 | Universe                           |
| 2018                                                                                                   | Ooh La La La (닿은 순간)                           | 43                | 12                | Dont' Mess Up My Tempo             |
| 2018                                                                                                   | Gravity                                            | 39                | 21                | Dont' Mess Up My Tempo             |
| 2018                                                                                                   | Sign                                               | 59                | —                 | Dont' Mess Up My Tempo             |
| 2018                                                                                                   | 24/7                                               | 53                | —                 | Dont' Mess Up My Tempo             |
| 2018                                                                                                   | With You (가끔)                                    | 71                | —                 | Dont' Mess Up My Tempo             |
| 2018                                                                                                   | Smile On My Face (여기 있을게)                     | 74                | —                 | Dont' Mess Up My Tempo             |
| 2018                                                                                                   | Bad Dream (후폭풍)                                 | 79                | —                 | Dont' Mess Up My Tempo             |
| 2018                                                                                                   | Oasis (오아시스)                                   | 78                | 19                | Dont' Mess Up My Tempo             |
| 2018                                                                                                   | Damage                                             | 85                | —                 | Dont' Mess Up My Tempo             |
| 2018                                                                                                   | Trauma (트라우마)                                  | 58                | 8                 | Love Shot                          |
| 2018                                                                                                   | Wait                                               | 65                | 14                | Love Shot                          |
| 2019                                                                                                   | Trouble                                            | 85                | 19                | Obsession                          |
| 2019                                                                                                   | Jekyll (지킬)                                      | 96                | 22                | Obsession                          |
| 2019                                                                                                   | Groove (춤)                                        | 93                | —                 | Obsession                          |
| 2019                                                                                                   | Ya Ya Ya                                           | 104               | —                 | Obsession                          |
| 2019                                                                                                   | Baby You Are                                       | 106               | —                 | Obsession                          |
| 2019                                                                                                   | Non Stop                                           | 111               | —                 | Obsession                          |
| 2019                                                                                                   | Day After Day (오늘도)                             | 109               | —                 | Obsession                          |
| 2019                                                                                                   | Butterfly Effect (나비효과)                        | 98                | —                 | Obsession                          |
| 2019                                                                                                   | Obsession (嗜)                                     | 171               | —                 | Obsession                          |
| 2021                                                                                                   | Paradise (파라다이스)                              | 106               | —                 | Don't Fight The Feeling            |
| 2021                                                                                                   | No Matter (훅!)                                    | 121               | —                 | Don't Fight The Feeling            |
| 2021                                                                                                   | Runaway                                            | 126               | —                 | Don't Fight The Feeling            |
| 2021                                                                                                   | Just as Usual (지켜줄게)                           | 117               | —                 | Don't Fight The Feeling            |
| 2023                                                                                                   | Regret It                                          | 183               | —                 | Exist                              |
| 2023                                                                                                   | Cinderella                                         | 175               | —                 | Exist                              |
| 2023                                                                                                   | Love Fool                                          | 197               | —                 | Exist                              |
| "—" indica che il disco non è entrato in quella classifica o non è stato pubblicato in quel territorio |                                                    |                   |                   |                                    |

### In lingua cinese
| Anno                                                                                                   | Titolo                                               | Posizione massima | Album    |
| Anno                                                                                                   | Titolo                                               | KOR Int.          | Album    |
| --- | ---------------------------------------------------- | ----------------- | -------- |
| 2016                                                                                                   | Monster (Chinese ver.)                               | 1                 | Ex'Act   |
| 2016                                                                                                   | Lucky One (Chinese ver.)                             | 3                 | Ex'Act   |
| 2016                                                                                                   | Heaven (Chinese ver.)                                | 5                 | Ex'Act   |
| 2016                                                                                                   | Artificial Love (Chinese ver.)                       | 6                 | Ex'Act   |
| 2016                                                                                                   | Cloud 9 (Chinese ver.)                               | 7                 | Ex'Act   |
| 2016                                                                                                   | White Noise (Chinese ver.)                           | 8                 | Ex'Act   |
| 2016                                                                                                   | One and Only (Chinese ver.)                          | 9                 | Ex'Act   |
| 2016                                                                                                   | They Never Know (Chinese ver.)                       | 10                | Ex'Act   |
| 2016                                                                                                   | Stronger (Chinese ver.)                              | 11                | Ex'Act   |
| 2016                                                                                                   | Lotto (Chinese ver.)                                 | 8                 | Lotto    |
| 2016                                                                                                   | She's Dreaming (夢)                                  | 13                | Lotto    |
| 2016                                                                                                   | Can't Bring Me Down (Chinese ver.)                   | 15                | Lotto    |
| 2016                                                                                                   | Monster (LDN Noise Creeper Bass Remix)(Chinese ver.) | 28                | Lotto    |
| 2016                                                                                                   | For Life (一生一事)                                  | 34                | For Life |
| 2016                                                                                                   | Falling for You (亿万分之一的奇迹)                   | 38                | For Life |
| 2016                                                                                                   | What I Want for Christmas (再续冬季)                 | 39                | For Life |
| 2016                                                                                                   | Twenty Four (二十四小时)                             | 43                | For Life |
| 2016                                                                                                   | Winter Heat (暖冬)                                   | 41                | For Life |
| 2017                                                                                                   | Ko Ko Bop (叩叩趴)                                   | 8                 | The War  |
| 2017                                                                                                   | The Eve (破风)                                       | 20                | The War  |
| 2017                                                                                                   | What U Do? (可爱·可恶)                               | 22                | The War  |
| 2017                                                                                                   | Forever (我加你等于永远)                             | 23                | The War  |
| 2017                                                                                                   | Diamond (C乐章)                                      | 24                | The War  |
| 2017                                                                                                   | Touch It (指语)                                      | 25                | The War  |
| 2017                                                                                                   | Walk on Memories (梦回暮夜)                          | 26                | The War  |
| 2017                                                                                                   | Chill (寒噤)                                         | 27                | The War  |
| 2017                                                                                                   | Going Crazy (疯语者)                                 | 28                | The War  |
| "—" indica che il disco non è entrato in quella classifica o non è stato pubblicato in quel territorio |                                                      |                   |          |

### In lingua giapponese
| Anno | Titolo    | Posizione massima | Album     |
| Anno | Titolo    | KOR Int.          | Album     |
| ---- | --------- | ----------------- | --------- |
| 2015 | Drop That | 5                 | Countdown |
| 2016 | TacTix    | 23                | Countdown |
| 2016 | Run This  | 25                | Countdown |